# جان زين جوستين
جان زين جوستين (بالفرنسية: Jean Zinn-Justin)‏ (و. 1943 – م) هو فيزيائي من فرنسا . ولد في برلين . وهو عضواً في الأكاديمية الفرنسية للعلوم .

## جوائز
حصل على جوائز منها:
- جائزة غي ـ لوساك - هومبولت [الإنجليزية]‏ (2003)
- Gentner Kastler Award  [لغات أخرى]‏ (1996)
- Prix Paul Langevin [الإنجليزية]‏ (1977).